# Neuer Markt

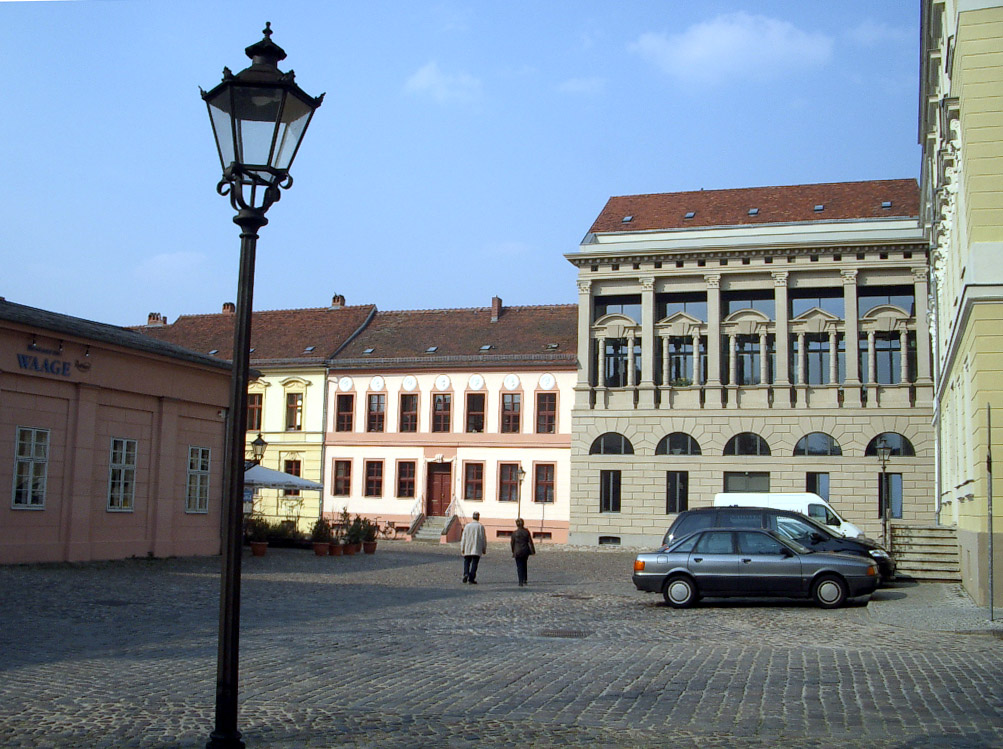
Costado norte del Mercado Nuevo

El Neuer Markt es una plaza en el centro de Potsdam que es una de las plazas barrocas mejor conservadas de Europa. Tiene una forma básica rectangular de unos 50 por 40 metros. En el centro de la plaza se encuentra el pequeño edificio de la antigua escala del consejo municipal. En contraste con el Alter Markt, los edificios tienen más el carácter de casas de ciudad representativas. El lugar es tranquilo y protegido detrás de hileras de casas.

## Historia

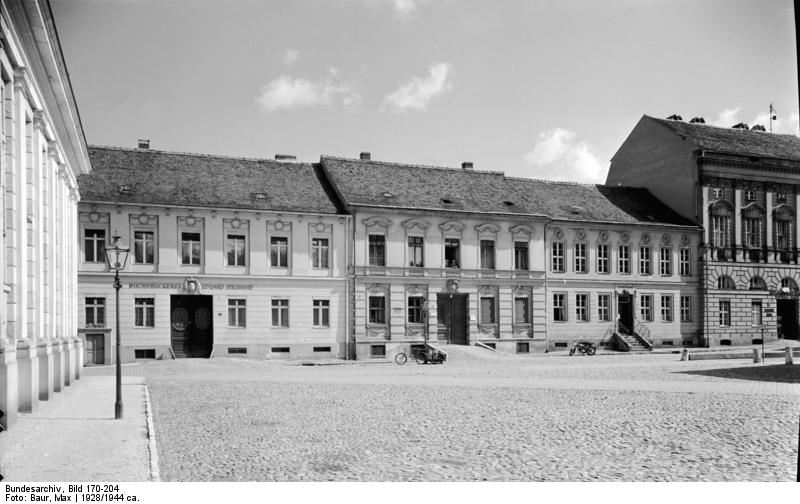
Nuevo Mercado 1928

Originalmente, hasta el siglo XVIII los caballos se enjaezaban y desenganchaban aquí. A partir de 1725, el antiguo establo se redujo a su tamaño actual mediante la construcción de varias casas. Las nuevas casas de la ciudad se construyeron bajo Federico II el Grande. En el edificio del gabinete posterior en Am Neuen Markt 1, el rey Federico Guillermo III de Prusia y nace Wilhelm von Humboldt . Dos edificios en la esquina norte resultaron dañados por los bombardeos y los combates durante la Segunda Guerra Mundial y luego fueron demolidos. Hasta finales de la década de 1970, la escala del consejo se utilizó para los camiones de frutas y jugos VEB. El Neuer Markt se renovó por completo a fines de la década de 1990 y se cerró nuevamente con un nuevo edificio en Am Neuen Markt 5. Cada año, el Festival de las Rosas tiene lugar en el Neuer Markt.

## Edificios e instituciones
Hoy, con las instituciones científicas ubicadas aquí, el Neuer Markt es un centro de humanidades en Potsdam. Las instituciones académicas incluyen el Centro de Historia Contemporánea, el Centro Moses Mendelssohn de Estudios Judíos Europeos y el Foro Einstein.
En el centro se encuentra la antigua «Royal malt and grain scales». Las escalas se instalaron en una casa de entramado de madera en 1735, y las ganancias se destinaron al Gran Orfanato Militar Real. El edificio actual se levantó en 1836, y en 1875 también se trasladó aquí la balanza del consejo municipal. El edificio más nuevo probablemente fue diseñado por Christian Heinrich Ziller, alumno de Karl Friedrich Schinkel.
En el lado oeste se encuentra el antiguo establo para caballos de tiro con su fachada clásica temprana. Ahora alberga la Casa de la Historia de Brandeburgo-Prusia.
El lado norte se caracteriza por la arquitectura de la época de Federico el Grande. Ya en 1755, la casa de la ciudad (Neumarkt 5) se construyó según los planos de Johann Gottfried Büring, un edificio que actúa como un punto focal representativo de Schlossstrasse, cuya fachada fue modelada en el Palazzo Thiene por el maestro de obras italiano Andrea Palladio. El edificio fue destruido en 1945 y reconstruido alrededor del año 2000 por el arquitecto Fortman-Drühe en una forma modificada que citaba el edificio original. Las casas adyacentes de dos pisos 6, 7 y 8 fueron construidas en 1773 por Georg Christian Unger . Hoy albergan el Foro de Einstein, el Centro Moses Mendelssohn de Estudios Judíos Europeos y la Academia de Ciencias de Berlín-Brandeburgo.
En el lado este se encuentra la Casa del Gabinete, que fue construida en 1753 por orden de Federico el Grande como un edificio residencial burgués. Desde 1765 sirvió con la casa vecina en Schwertfegerstraße 8 edificios conectados como la residencia del príncipe heredero Federico Guillermo II de Prusia. Aquí el posterior rey Federico Guillermo III de Prusia y también Wilhelm von Humboldt. La casa fue la sede de la Real Academia de Ingeniería del Ejército Prusiano desde 1788 hasta 1806 bajo la dirección de los generales de división Heinrich Otto von Scheel y Bonaventura von Rauch. En 1833 el rey compró la casa para el gabinete real prusiano; a partir de este momento se mantuvo el nombre actual Kabinetthaus.

Al sur, el Museo del Cine de Potsdam limita con el Neuer Markt, que se encuentra en los antiguos establos reales del Palacio de la Ciudad .

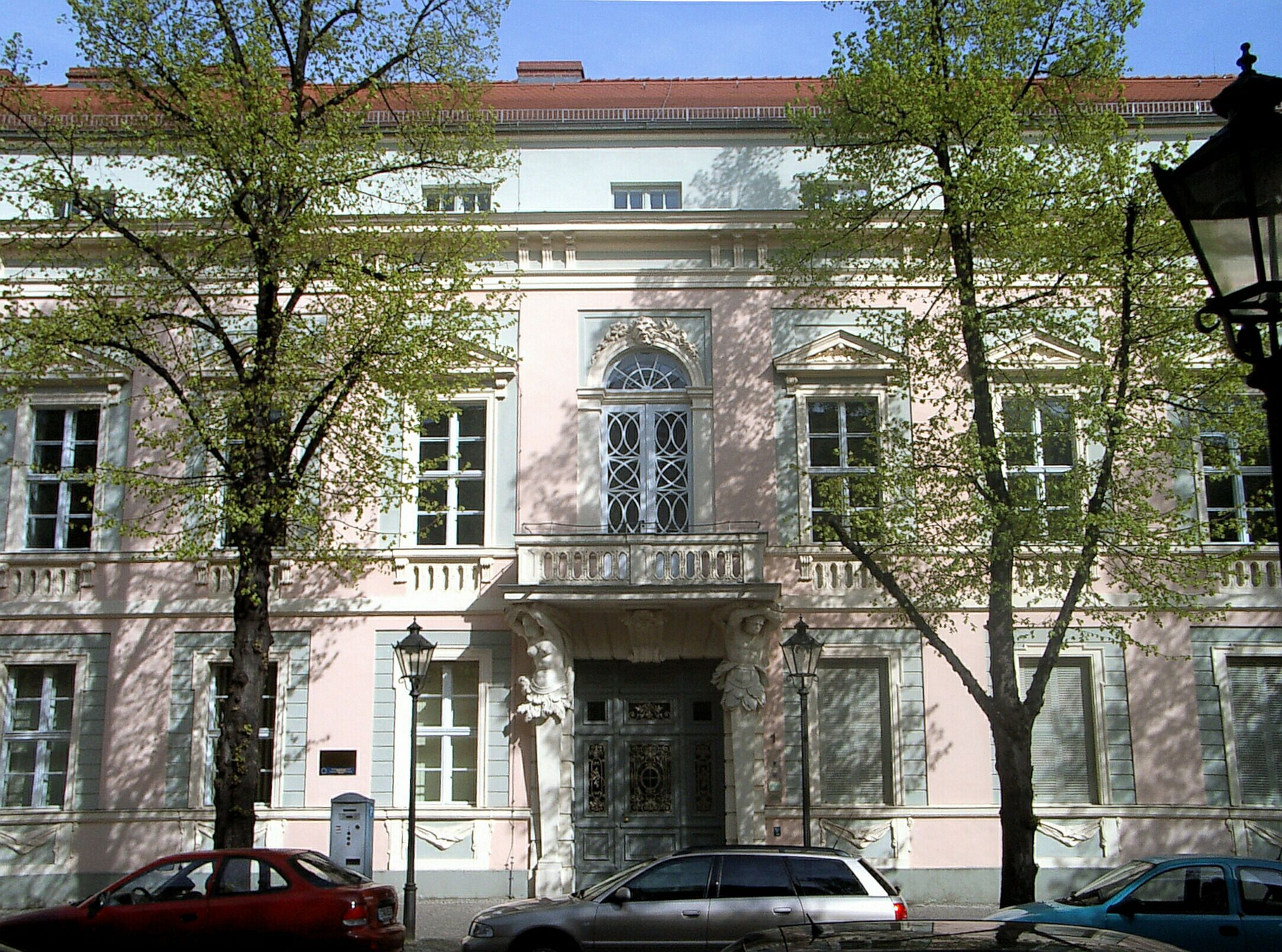
Gabinete, Am Neuer Markt 1
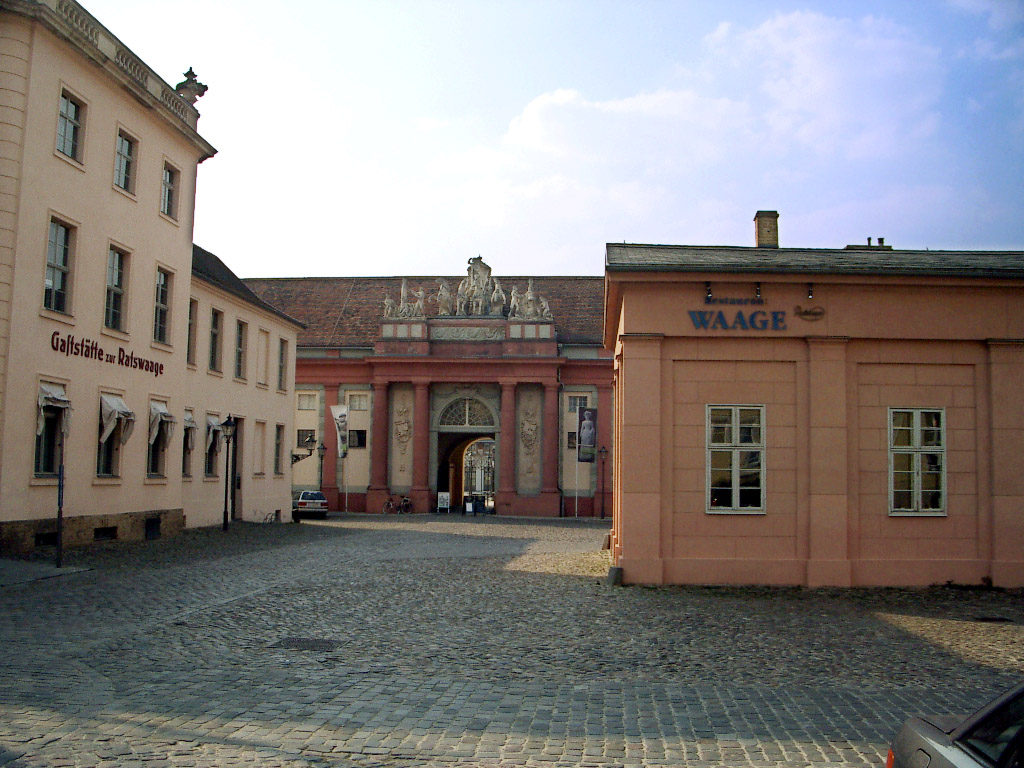
Detrás de las escamas de malta y grano se encuentra el antiguo establo para caballos de tiro, sede de la Casa de la Historia de Brandeburgo-Prusia.
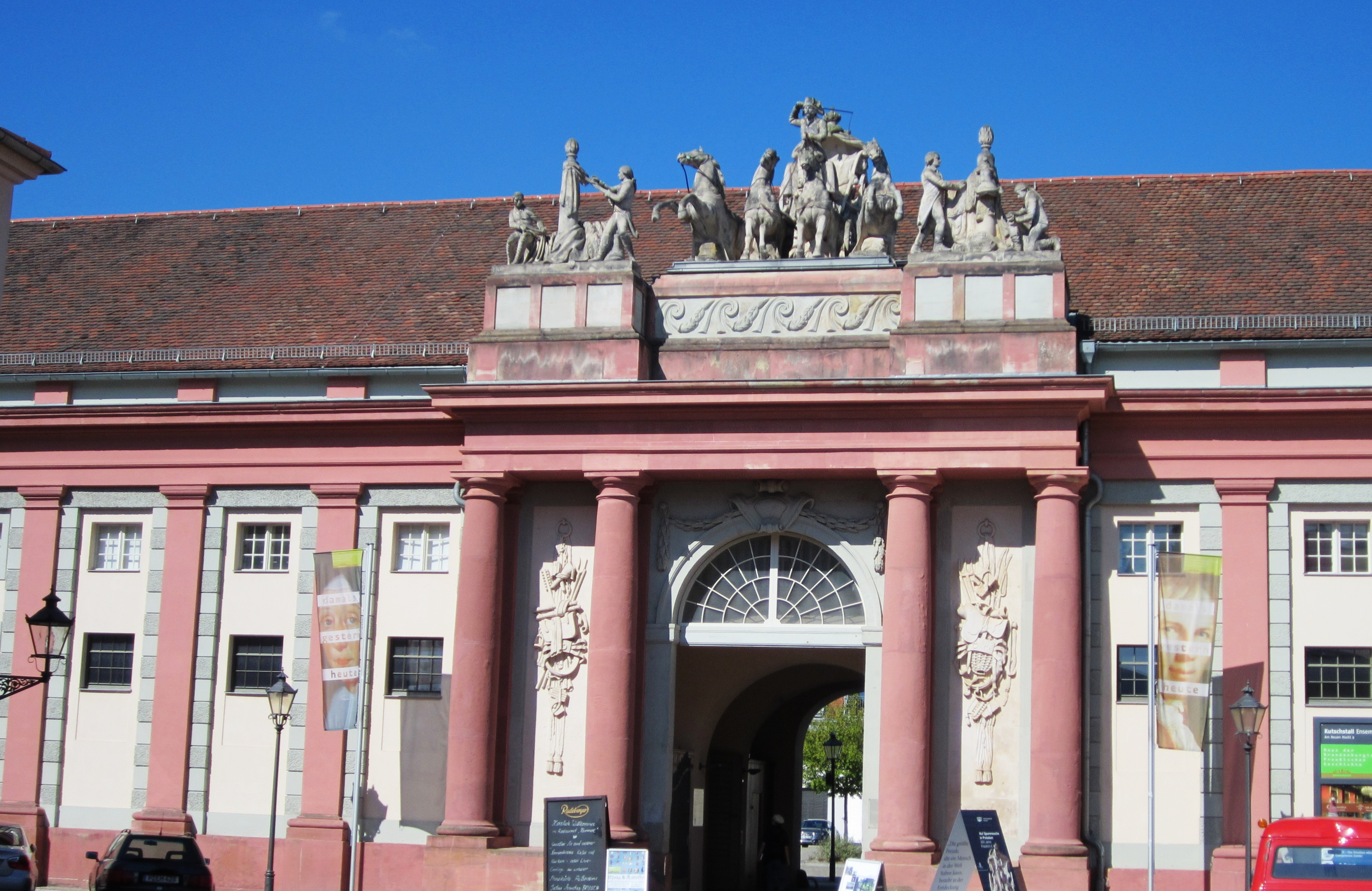
Casa de Brandeburgo-Historia Prusiana
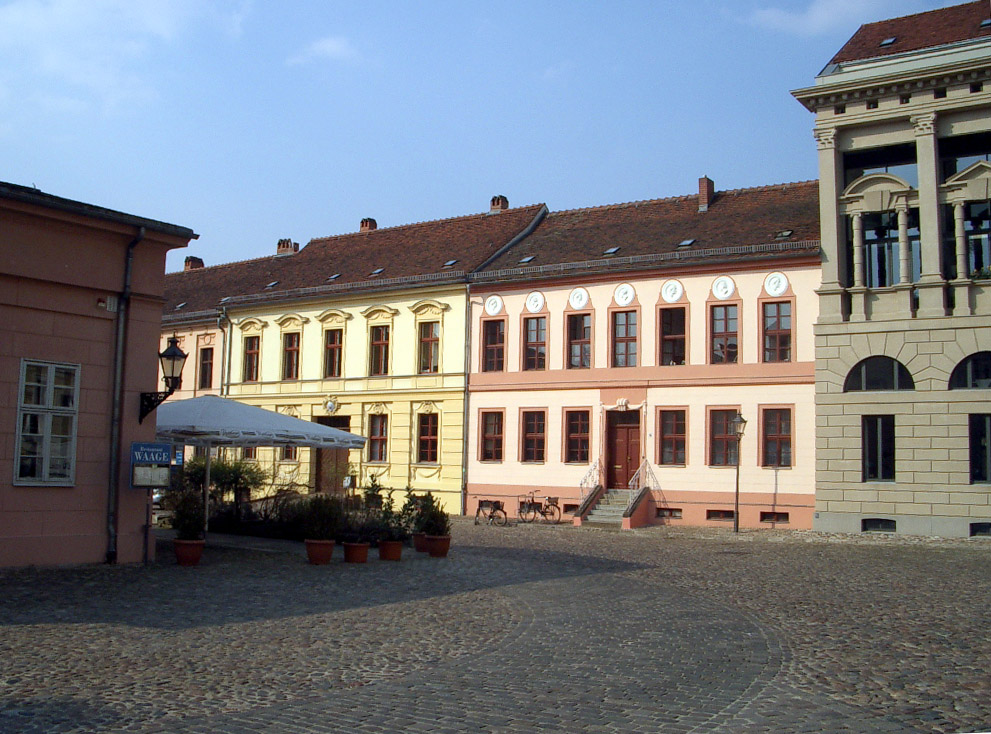
Lado norte, casas en Am Neuer Markt 7 a 5